# Joseph L. Searles III
Pour les articles homonymes, voir Searles.
 (février 2016).
Si vous disposez d'ouvrages ou d'articles de référence ou si vous connaissez des sites web de qualité traitant du thème abordé ici, merci de compléter l'article en donnant les références utiles à sa vérifiabilité et en les liant à la section « Notes et références ».
Joseph L. Searles III est devenu le 13 février 1970 le premier membre noir courtier au New York Stock Exchange. 
Il était un membre de la Bourse de Luncheon Club. Il a travaillé en tant que partenaire de la firme Neuberger, Loeb and Company. 
Il est diplômé et a joué au football à l'Université d'Etat du Kansas.